# Charlotte Bischoff
Charlotte Bischoff (Berlin, 1901. január 5. – 1994. november 4.) német ellenállásharcos.

## Élete
Alfred Wielepp (1878–1948) lányaként született, édesapja az első világháború előtt a Vorwärts című lap felelős szerkesztője volt. Charlotte Wielepp kereskedőiskolát végzett, majd 1915 és 1930 között irodai alkalmazottként és gépíróként Halléban, Hamburgben és Berlinben dolgozott. 1923-ban belépett a KPD-be és házasságot kötött Fritz Bischoff-fal. 90 éves volt, amikor a  PDS tagja lett.

## Bibliográfia
- Nachlass Charlotte Bischoff bei der Stiftung Archiv der Parteien und Massenorganisationen der DDR im Bundesarchiv, NY 4232, bearbeitet von Max Bloch. (németül)
- Eva-Maria Siegel. An ihrem Lachen kann man eine Frau doch erkennen. Documents and notes on the relationship of fiction and authenticity in Peter Weiss' Ästhetik des Widerstands am Beispiel Charlotte Bischoffs. From the Peter Weiss Journal 5, Opladen (1996) pp. 37–69 (németül)
- Simone Barck. Widerstandsgeschichte „von unten“ schreiben: Charlotte Bischoff und Peter Weiss.  Article titled, "Antifa-Geschichte(n). Eine literarische Spurensuche in der DDR der 1950er und 1960er Jahre". Cologne/Weimar/Vienna, Böhlau (2003) pp. 229–258 (németül)

## Fordítás
- Ez a szócikk részben vagy egészben  a   Charlotte Bischoff című német Wikipédia-szócikk fordításán alapul.  Az eredeti cikk szerkesztőit annak laptörténete sorolja fel. Ez a jelzés csupán a megfogalmazás eredetét és a szerzői jogokat jelzi, nem szolgál a cikkben szereplő információk forrásmegjelöléseként.